# 초록실말목
초록실말목 또는 주름말목(Ulotrichales)은 갈파래강에 속하는 녹조식물 목의 하나이다. 초록실목으로도 부른다. 13개 과에 204종을 포함하고 있다.

## 하위 과
- 비누클레아리아과 (Binucleariaceae)
- 콜린시엘라과 (Collinsiellaceae)
- 가이랄리아과 (Gayraliaceae)
- 글로에오틸라과 (Gloeotilaceae)
- 고몬티아과 (Gomontiaceae)
- 하제니아과 (Hazeniaceae)
- 헬리코딕티온과 (Helicodictyaceae)
- 크라프티오네마과 (Kraftionemaceae)
- 홑파래과 (Monostromataceae)
- 플라노필라과 (Planophilaceae)
- 사르키노필룸과 (Sarcinofilaceae)
- 투피엘라과 (Tupiellaceae)
- 초록실말과 (Ulotrichaceae)